# 96 Aegle
96 Aegle је астероид главног астероидног појаса. Приближан пречник астероида је 170,02 km, 
а средња удаљеност астероида од Сунца износи 3,054 астрономских јединица (АЈ). 
Инклинација (нагиб) орбите у односу на раван еклиптике је 15,973 степени, а орбитални период износи 1950,284 дана (5,339 година). Ексцентрицитет орбите астероида износи 0,136. 
Апсолутна магнитуда астероида износи 7,67 а геометријски албедо 0,052.
Астероид је откривен 17. фебруара 1868. године.